# Erebia ladinia
Erebia ladinia är en fjärilsart som beskrevs av Hans Fruhstorfer 1918. Erebia ladinia ingår i släktet Erebia och familjen praktfjärilar. Inga underarter finns listade i Catalogue of Life.